# Oumar Tatam Ly
Oumar Tatam Ly (ur. 28 listopada 1963 w Paryżu) – malijski polityk. Od 5 września 2013 do 9 kwietnia 2014 premier Mali.
Urodził się w Paryżu. Kształcił się we Francji, gdzie ukończył naukę na Uniwersytecie w Lyonie, a także zdobył tytuł magistra z historii gospodarczej na paryskiej Sorbonie oraz dyplom na ESSEC Business School pod Paryżem. Karierę zawodową rozpoczął w Banku Światowym. W 1994 został doradcą gubernatora Banku Centralnego Państw Afryki Zachodniej (BCEAO). Pełnił także funkcje dyrektora banków, a także był przewodniczącym Narodowego Banku Centralnego.
5 września 2013, zaprzysiężony dzień wcześniej na stanowisku prezydenta kraju Ibrahim Boubacar Keïta, mianował Oumara Tatama Ly na premiera Mali, który ma pokierować rządem technicznym, którego zadaniem będzie przywrócić stabilizację w państwie po wojnie domowej z lat 2012–2013.
Oumar Tatam Ly podał się 5 kwietnia 2014 do dymisji nie podając powodu swojej decyzji. Jego następcą został Moussa Mara, dotychczasowy minister urbanizacji.